# Kagaku-ji

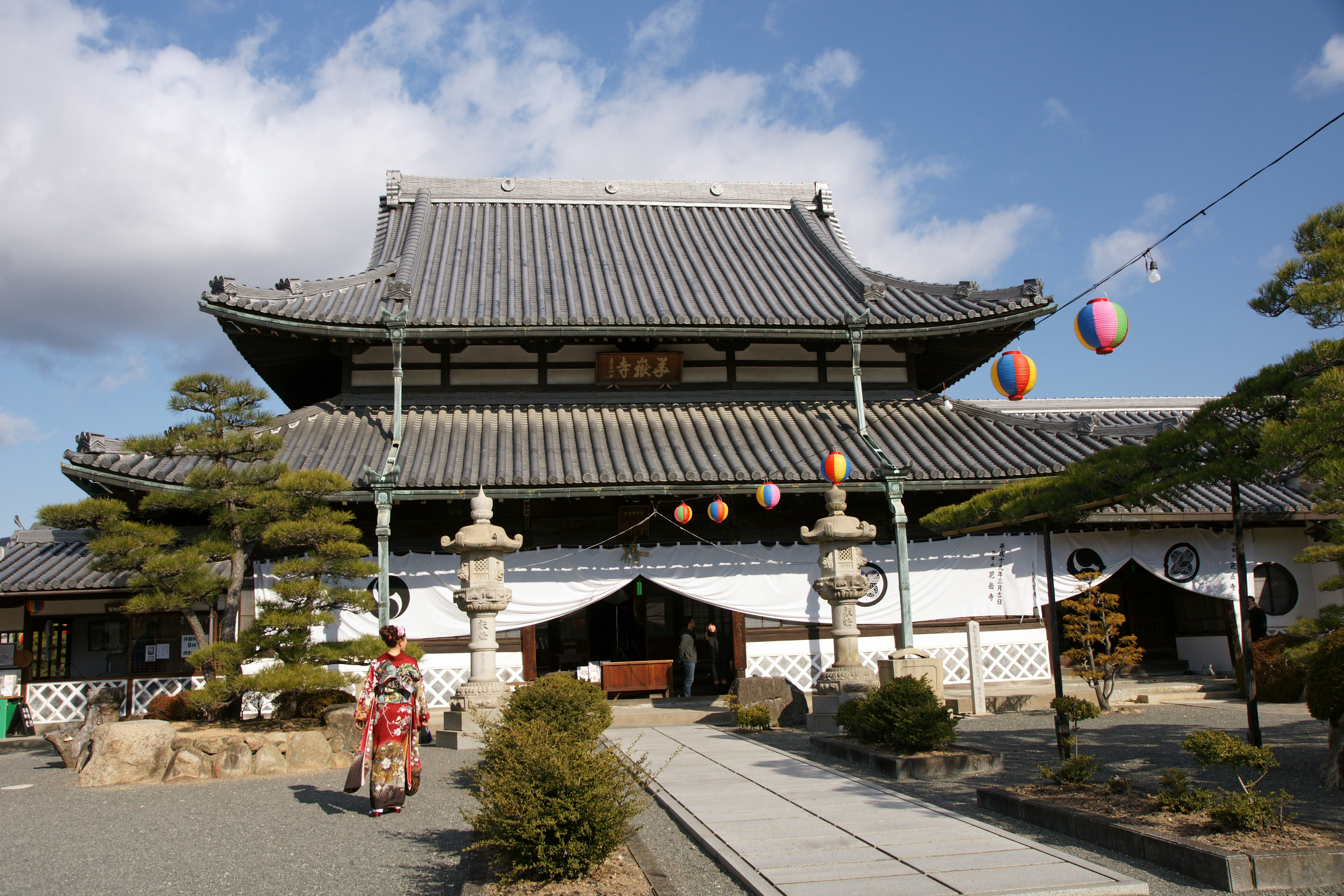
Haupthalle

Der Kagaku-ji (japanisch 花岳寺) mit dem Bergnamen Taiun-zan (台雲山) ist ein Tempel der Sōtō-Richtung des Buddhismus in Akō (Präfektur Hyōgo). Er ist der 31. Tempel des Neuen Saigoku-Pilgerwegs.

## Geschichte

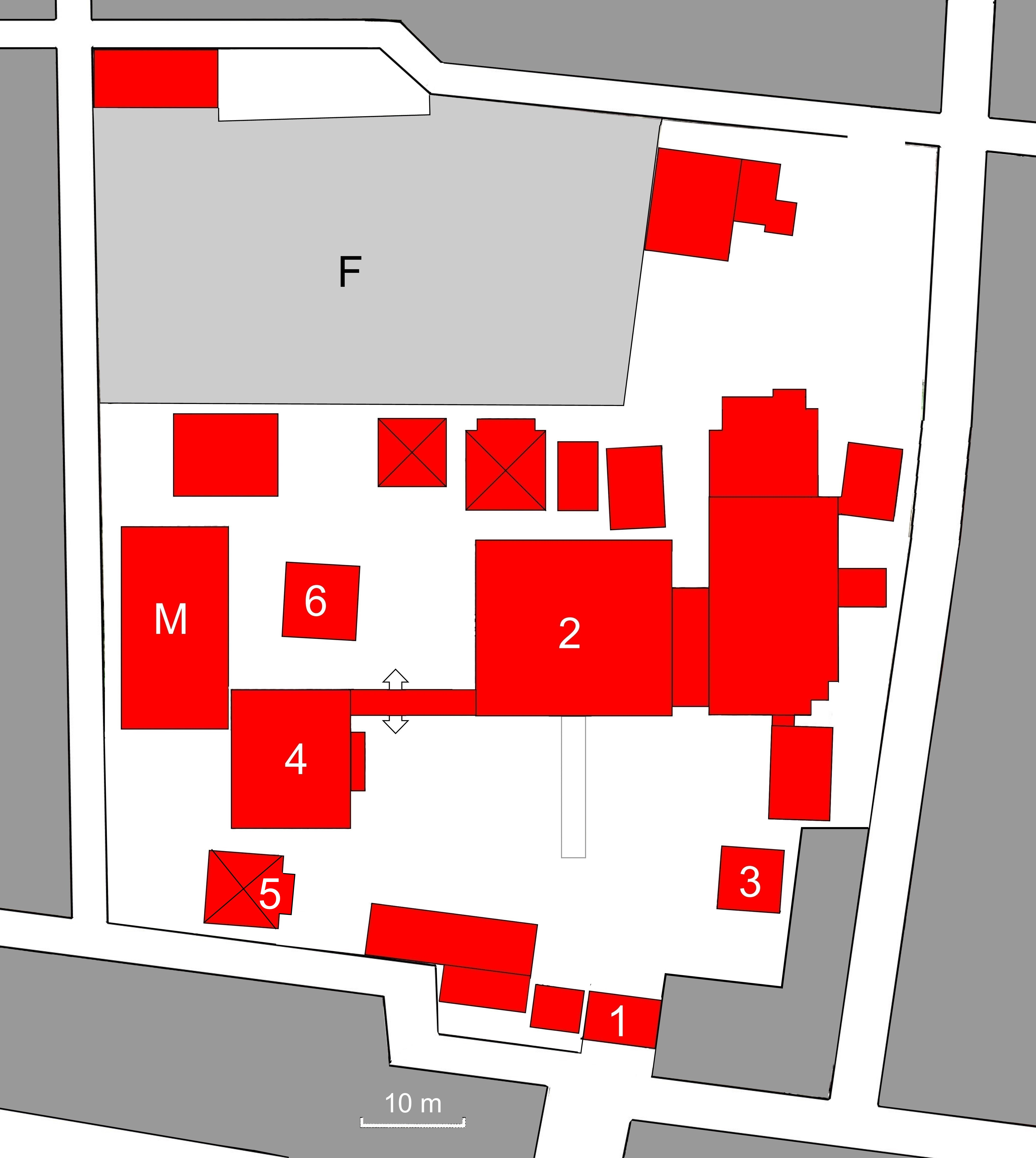
Plan des Tempels (siehe Text)

Der Tempel wurde anlässlich der Belehnung von Asano Naganao (浅野 長直; 1610–1672) mit der Domäne Akō 1645 als Tempel des Klans errichtet. Auch nach der Auslöschung dieses Zweiges des Asano-Klans blieb der Tempel der Familie verbunden.

## Anlage
Man betritt den Tempel im Süden durch das schlichte Tempeltor (山門 Sammon, 1 im Plan). Es stammt von der Burg Akō und wurde bei deren Abriss Anfang der Meiji-Zeit hierher versetzt. Hat man das Tor passiert, steht voraus die Haupthalle (本堂 Hondō, 2). Auf der rechten Seite steht der Glockenturm (鐘楼 Shōrō, 3) mit der „stummen Glocke“ (鳴らずの鐘 Narazu no kane). Der Legende nach soll sie beim Tode von Asano Naganori (浅野 長矩; 1667–1701) aus Trauer für einige Zeit stumm geblieben sein. Auf der linken Seite sieht man die große Zazen-Halle (座禅堂, 4) für die Zen-Meditation, links daneben die kleine Hōon-Halle (報恩堂, 5), die an den Tempelgründer erinnert.
Im Norden gelangt man zum inneren Bereich des Tempels, in dessen Mitte in einem umschlossenen Rechteck Gedenksteine (義士墓所 Gishi bosho, 6) für die 47 Samurai stehen. Dahinter sieht man das Museum (M) des Tempels, das u. a. auf die 47 Samurai Bezug nimmt.
Der Nordwesten der Anlage wird von einem Friedhof (F) eingenommen.

## Bilder

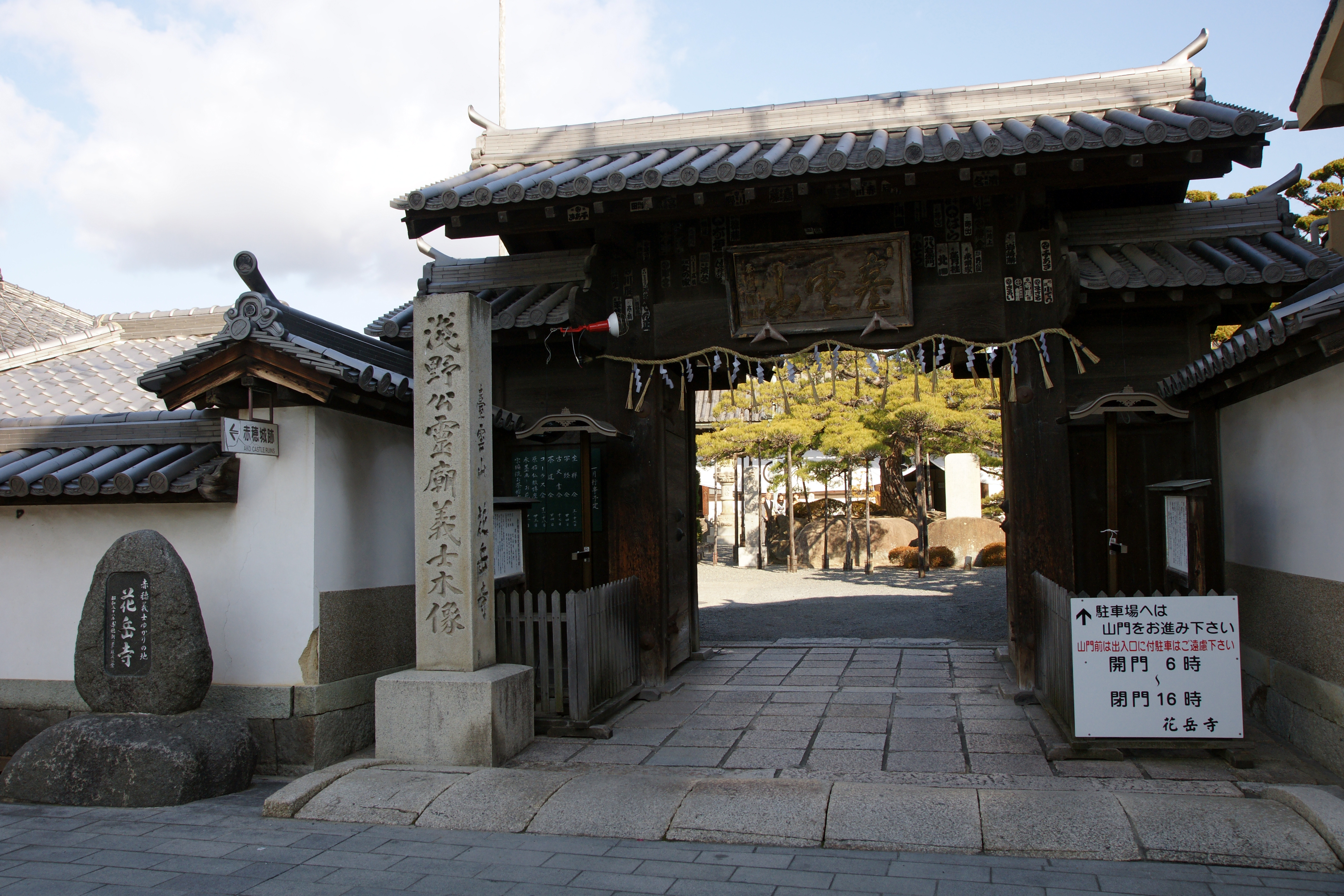
Tempeltor
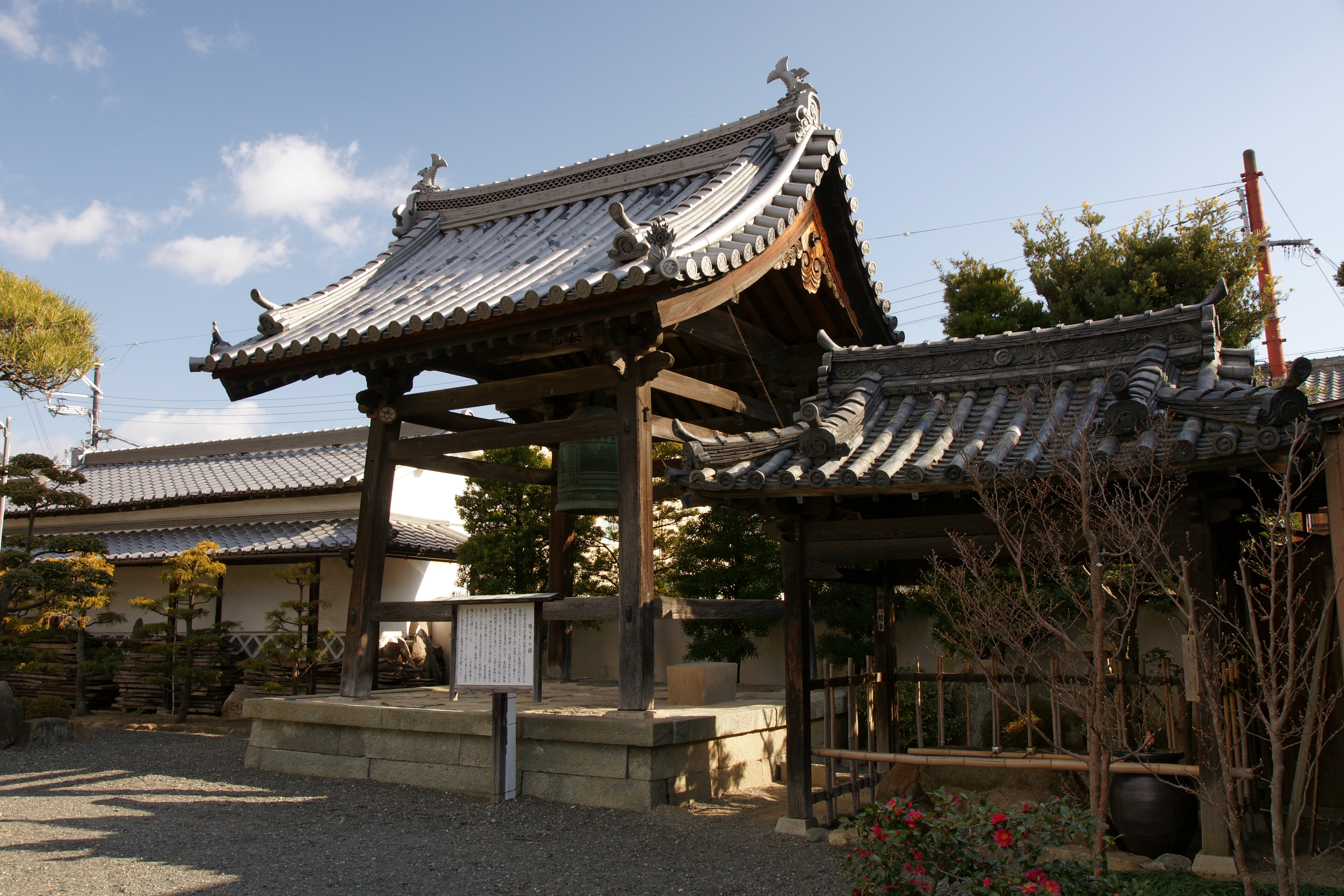
Glockenturm
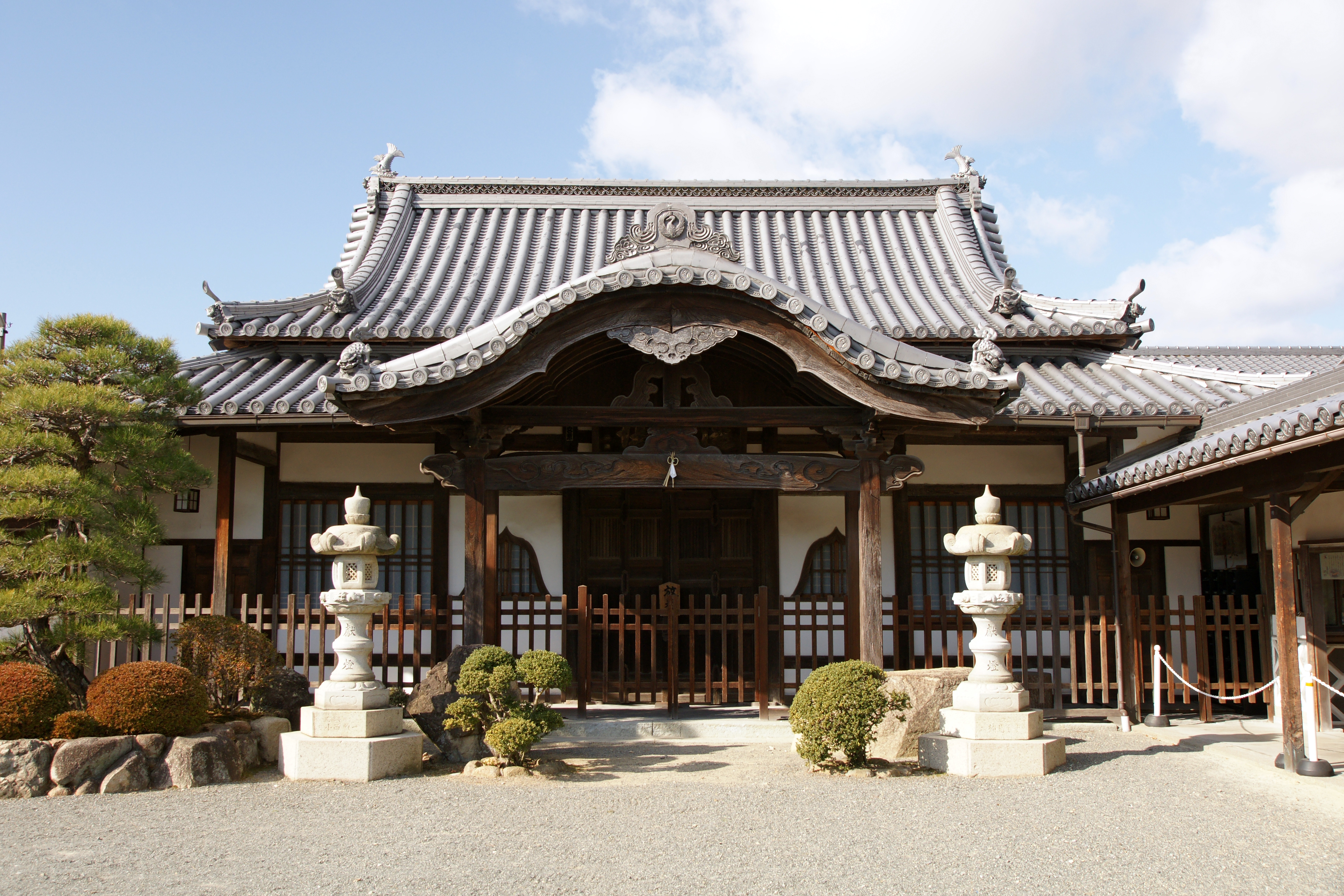
Zanzen-Halle
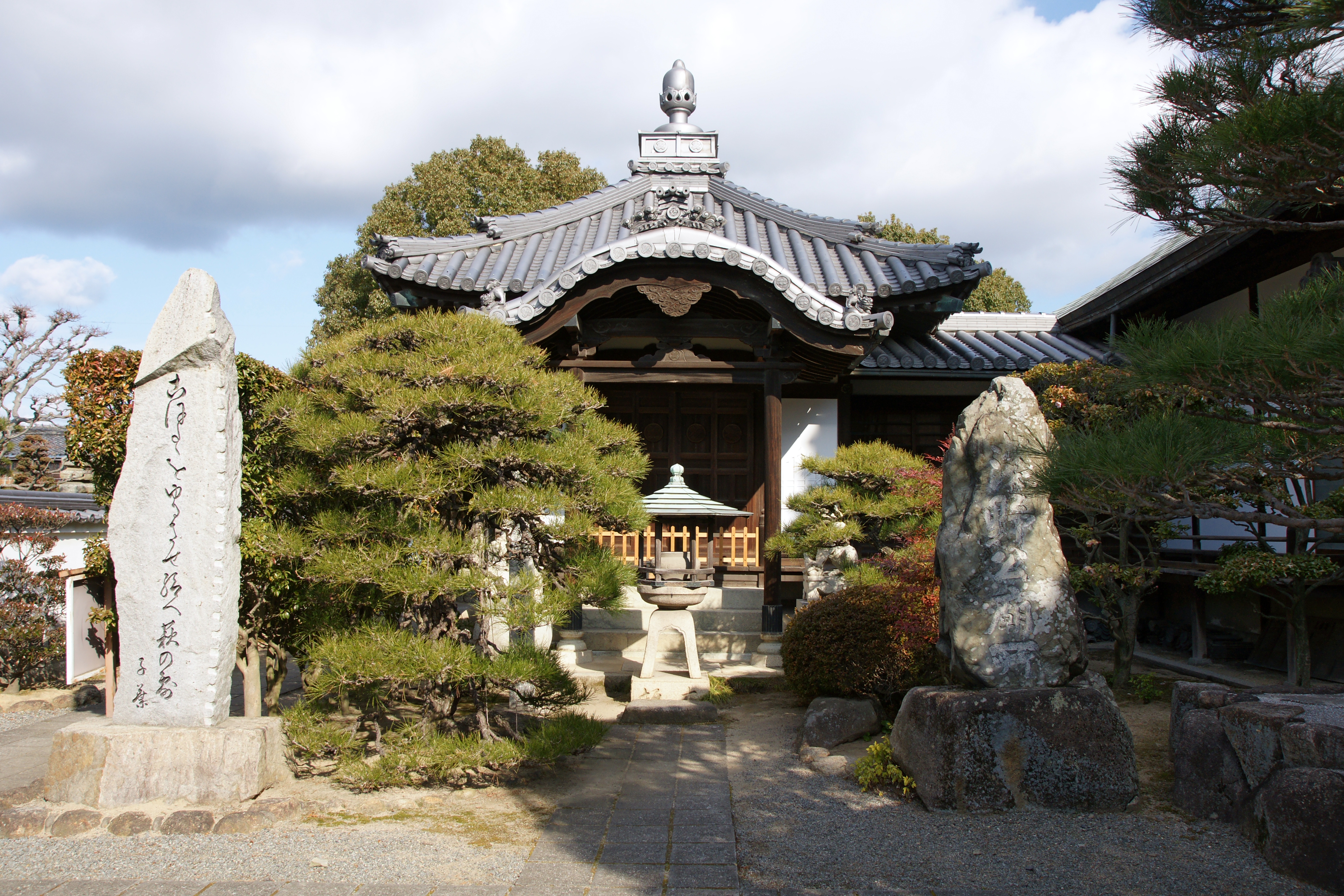
Hōon-Halle
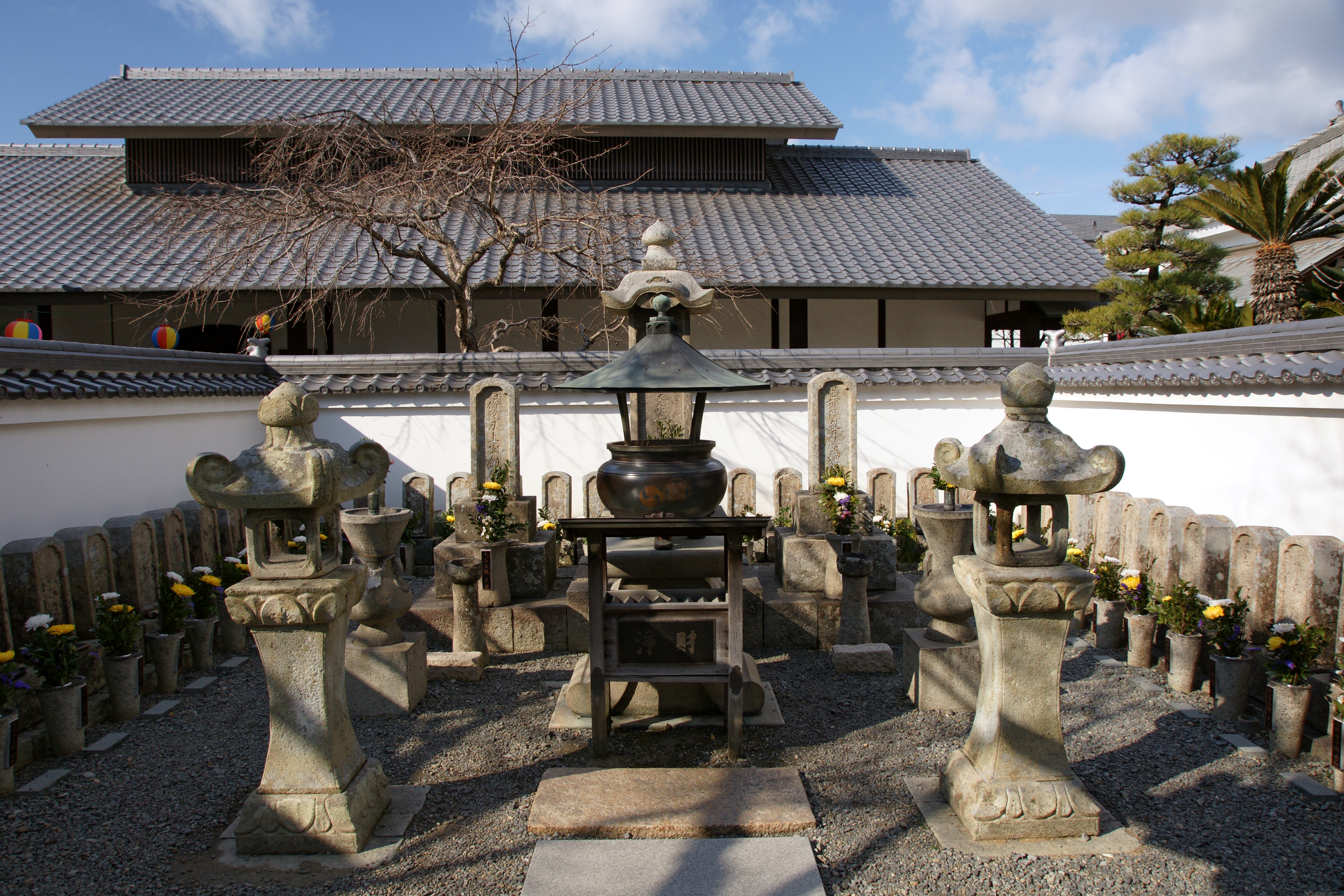
Gedenksteine für die 47 Samurai